# The Justice of Bunny King
The Justice of Bunny King  ist ein Film von Gaysorn Thavat, der im Juni 2021 beim Tribeca Film Festival seine Premiere feierte.

## Handlung
Bunny King ist Mutter von zwei Kindern, die jedoch nicht bei ihr leben dürfen. Dafür nimmt sie ihre Nichte Tonyah unter ihre Fittiche.

## Produktion

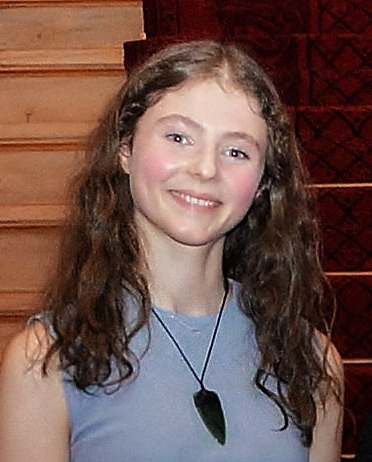
Thomasin McKenzie spielt Nichte Tonyah

Regie führte Gaysorn Thavat, das Drehbuch schrieb Sophie Henderson gemeinsam mit Gregory David King.
Im September 2019 wurde die Besetzung mit Essie Davis und Thomasin McKenzie bekannt, die Bunny King und ihre Nichte Tonyah spielen.
Die Dreharbeiten fanden zu dieser Zeit in Auckland in Neuseeland statt. Als Kamerafrau fungierte Ginny Loane.
Die Filmmusik komponierte Karl Steven. Das Soundtrack-Album mit insgesamt 13 Musikstücken wurde am 2. August 2021 von Stay Drab als Download veröffentlicht.
Die Premiere erfolgte am 12. Juni 2021 beim Tribeca Film Festival. Im November 2021 wurde er beim Sydney Film Festival gezeigt. Im April 2022 wurde er beim Florida Film Festival und beim Seattle International Film Festival vorgestellt und hiernach beim Prague International Film Festival (Febiofest). Im Oktober 2022 wird er beim San Diego International Film Festival gezeigt.

## Rezeption

### Kritiken
Der Film konnte bislang alle 13 bei Rotten Tomatoes erfassten Kritiker überzeugen; bei einer durchschnittlichen Bewertung von 7,8 der möglichen 10 Punkte.

### Auszeichnungen
Edinburgh International Film Festival 2021
- Nominierung für den Publikumspreis[14]

Tribeca Film Festival 2021
- Nominierung in der Sektion Viewpoints[15]